# Monte Argentario
Monte Argentario ist eine italienische Gemeinde mit 11.783 Einwohnern (Stand 31. Dezember 2023) in der Provinz Grosseto am Südrand der Toskana. Sie umfasst die namensgebende Halbinsel Monte Argentario an der Küste des Tyrrhenischen Meeres.

## Geografie

Lage von Monte Argentario in der Provinz Grosseto

Der Monte Argentario ist ein  felsiges Vorgebirge, dessen höchste Erhebung (der Monte Telegrafo) 635 m aufweist. Er war in der Antike eine vom offenen Meer umgebene Insel, an der sich später durch den von dem Fluss Albegna mitgebrachten Schlamm, Sand und Schutt drei Landzungen zum Festland bildeten, die heute das Wasser in der so genannten Lagune von Orbetello umschließen.
Der Zugang zum Monte Argentario vom Festland erfolgt entweder, von Albinia kommend, über die nördliche Nehrung (Tombolo di Giannella) oder über die mittlere, als Damm artifiziell verstärkte Landzunge von Orbetello. Die südliche Nehrung Tombolo di Feniglia ist für PKW gesperrt, Teile davon haben den Status einer 'Riserva naturale' mit entsprechenden Zugangsbeschränkungen.
Zwischen den zerklüfteten Felsen des Felsgebirges wachsen Pinien und die charakteristische Macchie-Vegetation. Kleine sandige Strände erstrecken sich schwer zugänglich tief unterhalb der Steilküsten. Weite Teile der Landschaft außerhalb der beiden Küstenorte auf der „Insel“ sind naturbelassen.

## Gemeindegliederung
- Porto Santo Stefano, capoluogo (Hauptort)[2]
- Porto Ercole, frazione (Ortsteil)

Beide Hafenorte zeichnen sich durch umfangreiche Befestigungen aus spanischer Zeit aus.
Weitere Ortsteile (frazioni) sind Cala Moresca, Cala Piccola, Carrubo, Pozzarello, Santa Liberata, Sbarcatello und Terrarossa.
Die einzige Nachbargemeinde ist Orbetello auf dem mittleren Damm, der als Zufahrtsstraße dient.

## Geschichte

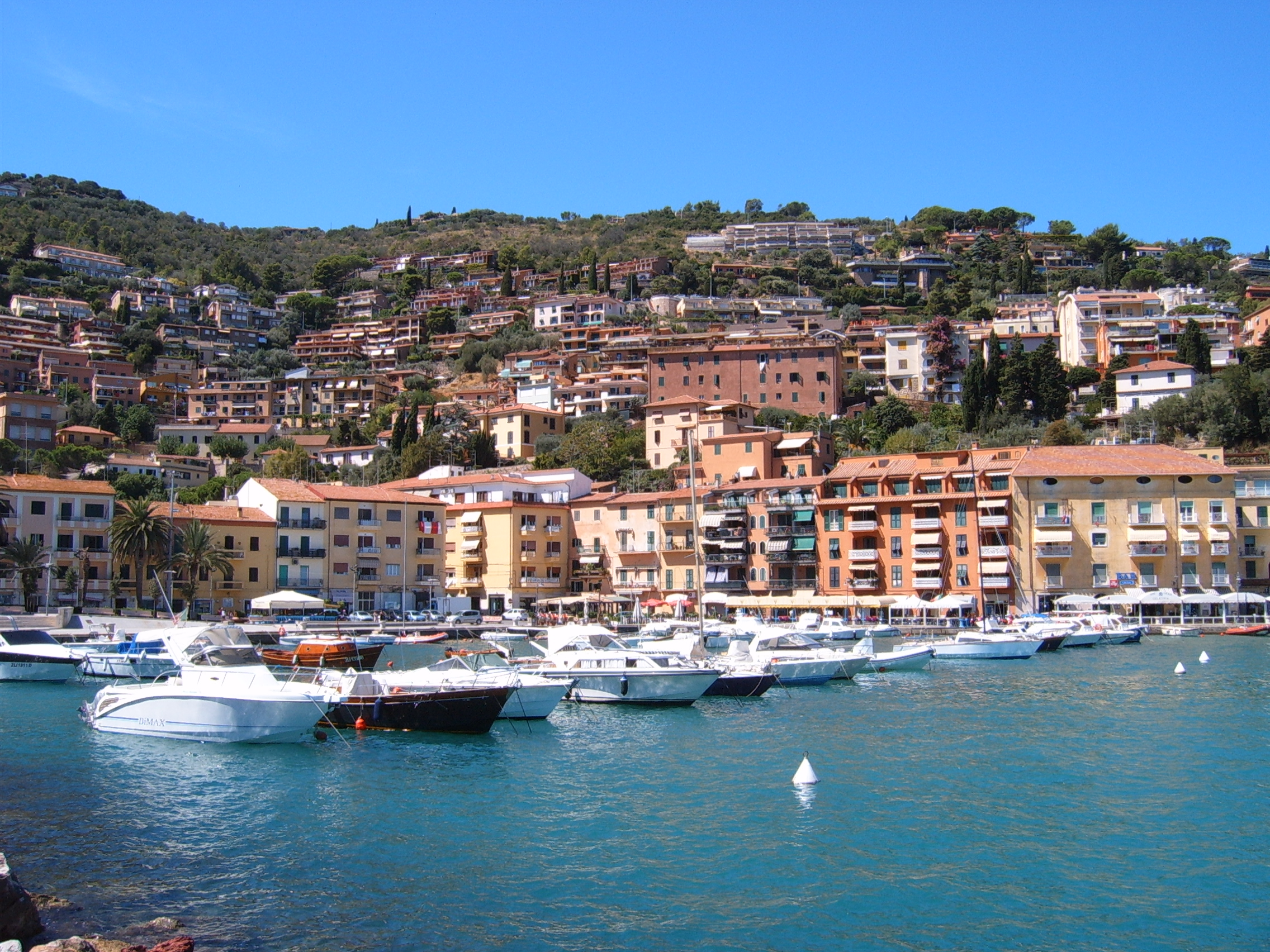
Porto Santo Stefano.

Ob das Vorgebirge bereits von den Etruskern besiedelt war, kann nicht einwandfrei verifiziert werden. Jedenfalls wurden zum Bau des Hafendamms von Orbetello etruskische Polygonalquader verwendet. Strabon gibt Zeugnis von einem Hafen Portus Cosanus; möglicherweise besteht eine Verbindung zu Cosa, einem 273 v. Chr. südlich der Lagune bei dem heutigen Ansedonia von den Römern gegründeten Hafen mit etruskischer Vorbesiedlung. Eindeutig dokumentiert ist der spätere Besitz durch die römische Familie der Domitii Ahenobarbi, die das Gebiet als Entschädigung für Darlehen an die römische Republik während des Zweiten Punischen Krieges erhielt. Bei dieser Familie handelte es sich um Argentarii (Silber/Geld Besitzende = Darlehensgeber); von dieser Berufsbezeichnung rührt nach herrschender Meinung der Name des Gebirgszuges.
Verschiedene römische Kaiser hatten das Territorium in Besitz, ehe Konstantin es im 4. Jahrhundert der Kirche schenkte. Im Mittelalter verlor das Gebiet an Bedeutung, mutmaßlich bedingt durch die verfallende Infrastruktur in der zunehmend versumpfenden Maremma des Umlands.
Grundsätzlich teilte die Insel die Geschichte von Orbetello: Nach wechselndem Besitz durch die Feudalherren der Aldobrandeschi, der Orsini und durch Ladislaus von Neapel fiel es schließlich an Siena. Als Cosimo I. de’ Medici Siena 1555 eroberte, das die spanischen Habsburger zu jenem Zeitpunkt schon drei Jahre besetzt hielten, gehörte der Monte Argentario zu den wenigen Gebieten, die Florenz nicht für das neu zu etablierende Großherzogtum Toskana behalten durfte. Im Vertrag vom 3. Juli 1557 mit Philipp II. verlangte der König es zusammen mit Piombino, Talamone und Teilen von Elba für sich zurück.
Der Stato dei Presidi (spanisch bis 1708, österreichisch bis 1737, danach bourbonisch) bestand bis 1801, danach eroberte ihn Napoleon Bonaparte. Im Wiener Kongress 1815 fiel er an das Großherzogtum Toskana, das 1860 im Nationalstaat Italien aufging.
1824 wurde eine Straße von Orbetello über die Lagune zum Monte Argentario gebaut.
Der Ausbau des Monte Argentario zu einem Ferienzentrum setzte nach dem Zweiten Weltkrieg ein. Hotels, Appartements und Gaststätten werden sowohl in den beiden Küstenorten Porto Santo Stefano und Porto Ercole als auch an schwerer zugänglichen Felskaps an der Panoramastraße rund um den Gebirgsstock angeboten. Im Binnenland wird auch Agrotourismus betrieben. Obwohl die Region im Sommer gut besucht ist, gibt es keinen Massentourismus. Einerseits haben Umweltschützer eine großflächige Bauspekulation verhindert und andererseits sind weite Teile der zerklüfteten Küste als weiträumig eingezäunte und geschützte Residenzen vermögender Privatiers und internationaler Prominenz eigengenutzt.

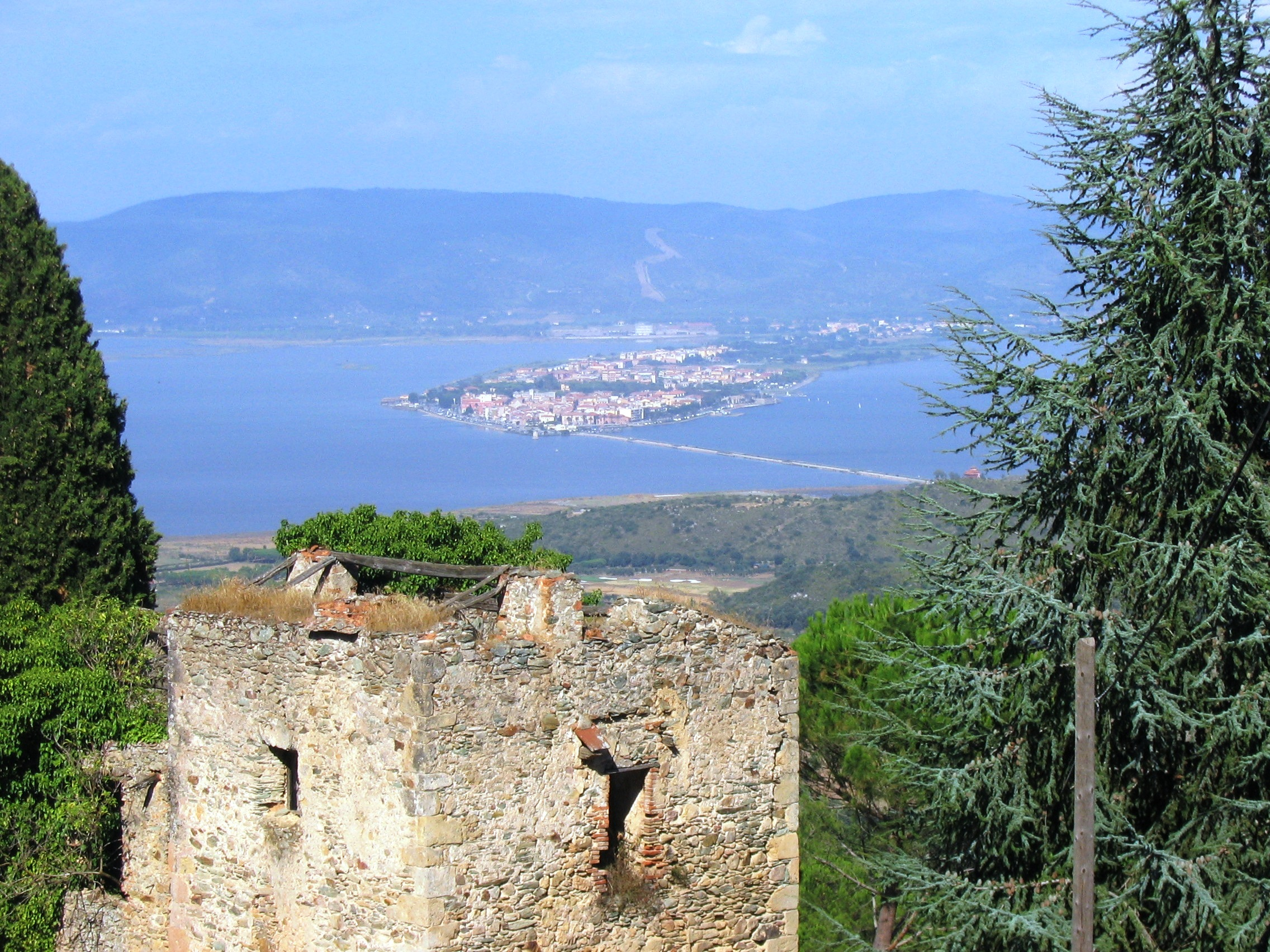
Aussicht vom Konvent der barmherzigen Brüder auf Orbetello

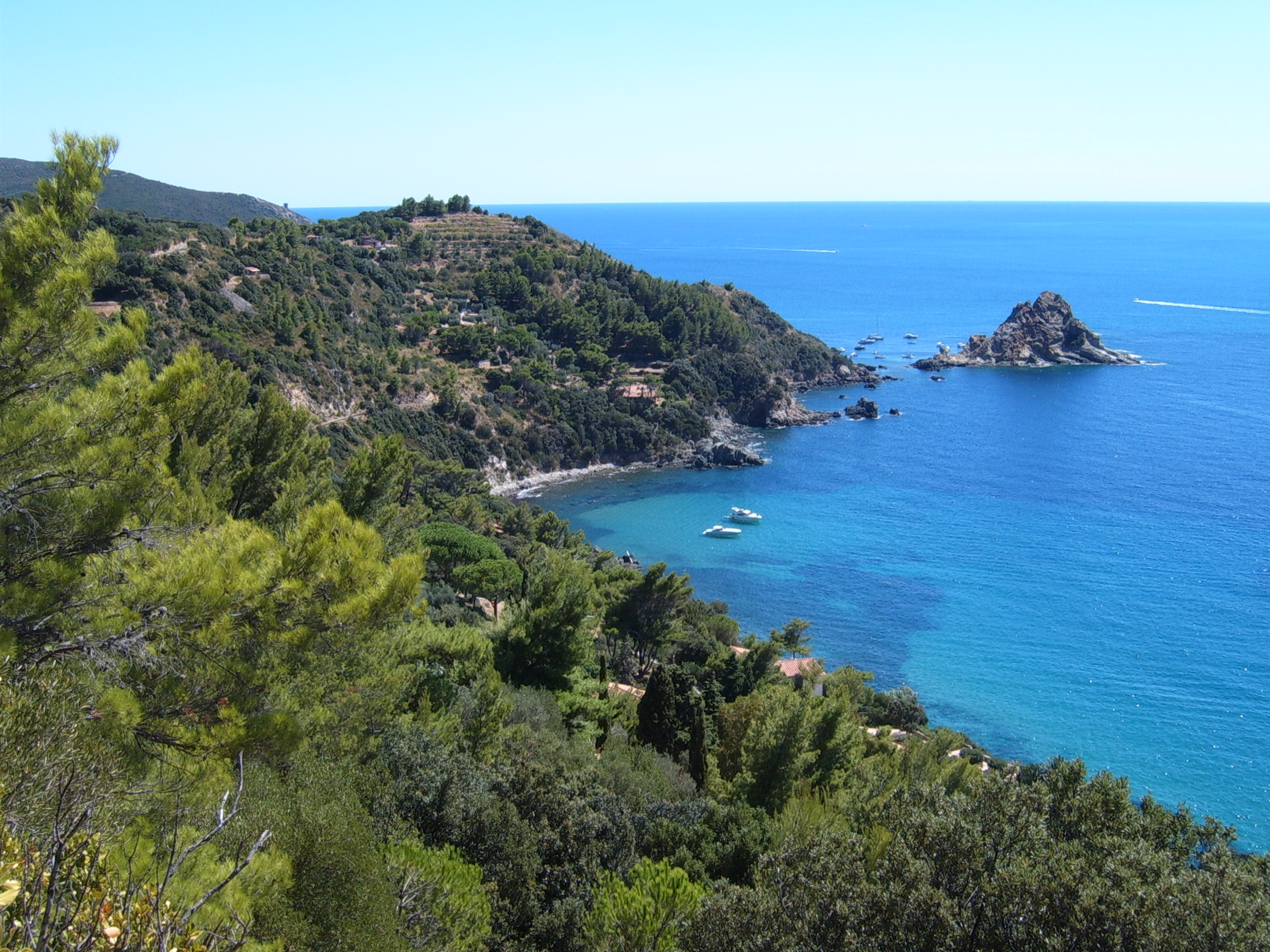
Blick von der Strada Panoramica zur Isola Rossa

## Panoramastraßen
Fährt man den Monte Argentario von Norden (Orbetello) über den Lagunendamm an, lässt sich die Panoramastraße (Strada Panoramica) sowohl nach Südwesten über Porto Santo Stefano hinaus als auch nach Südosten über Porto Ercole hinaus ein Stück befahren. Eine Umrundung des gesamten Gebirgsmassivs ist mit einem normalen PKW nicht zu empfehlen, da beide Enden der asphaltierten Straße nur von einer schmalen Schlagloch-Piste verbunden werden.
Die Panoramastraße verläuft durch die Steineichen-, Baumheide-, Ginster- und Zistrosen-Macchia hoch über den Buchten und kleinen Stränden mit bizarren Felsformationen, Kaps und kleinen Felseninseln, Wachttürmen auf den Spitzen im Binnenland und weiten Ausblicken auf die Nachbarinseln Giglio und Giannutri, bei klarem Wetter auch auf Elba und Montecristo, bei besonders guter Sicht sogar bis Korsika. Der Zugang zum Meer ist für die Öffentlichkeit wegen vieler weitgehend in Privatbesitz befindlicher, abgezäunter Grundstücke nur an wenigen Stellen möglich.
Eine asphaltierte Querverbindung durch das Binnenland sichert vor dem südwestlichen Straßenende eine verkürzte Rückkehrmöglichkeit nach Porto Santo Stefano.
Außerdem führt vom Osten her eine Straße auf den Monte Telegrafo. Hier passiert man das Passionistenkloster (Convento dei Frati Passionisti) auf einem Hügel, von dem sich bei gutem Wetter eine Fernsicht nördlich über die Lagune von Orbetello hinaus bis nach Talamone am Südrand des Parco Naturale della Maremma öffnet. Auch von weiteren Aussichtspunkten an dieser Straße, z. B. von einem riesigen Kreuz, das nachts beleuchtet wird, bieten sich weite Ausblicke. Auf dem Gipfel befinden sich Sendeanlagen der RAI und auf dem höchsten Punkt eine militärische Anlage (daher nicht zugänglich).

## Wirtschaft
Im 20. Jahrhundert hat der Tourismus den Fischfang als Haupteinnahmequelle abgelöst. Die Fischbestände wurden dezimiert und die Fischer müssen in immer weiter entfernt gelegene Fanggründe Richtung Sardinien ausgreifen.
In geringem Umfang wird das Binnenland im Bereich von Porto Santo Stefano auf Flächen zum Zuckerrohr-, Gemüse- und Weinanbau in Terrassenfeldkultur genutzt.
Haupteinnahmequelle ist jedoch der Tourismus, wobei weniger Touristen aus Deutschland zu finden sind, als Italiener, insbesondere aus Rom und Florenz, die hier ihre Sommervillen haben.